# Рейнір (гора)
Рейнір, Рейньєр, Реньє, або Маунт-Рейнір (англ. Mount Rainier) — стратовулкан у штаті Вашингтон.

## Географія

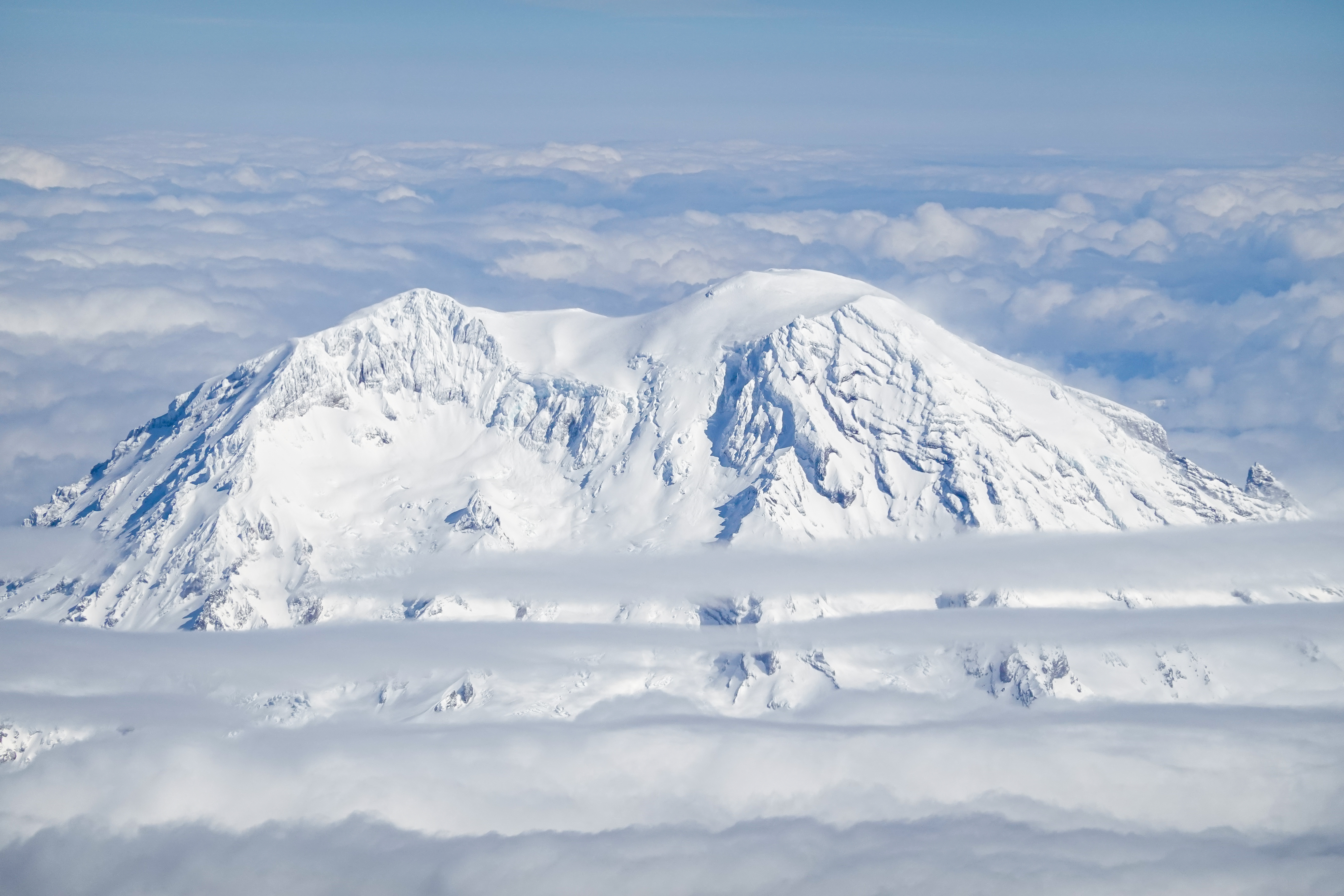
Вид з пташиного польоту із заходу на гору Рейнір

Гора розташовується за 88 км південно-східніше Сієтлу на території округу Пірс.
Висота над рівнем моря — 4392 м (за даними на 1988 р. — 14 411 футів), це найвища точка Каскадних гір. Відносна висота — 4037 м, що вище, ніж у Чогорі, другої вершини світу (4020 м) за абсолютною висотою (8611 м). За ясної погоди вершину видно з Портленда (Орегон) і Вікторії (острів Ванкувер).
Рейнір — сплячий стратовулкан, невеликі виверження вулкана реєструвалися в 1820–1854 рр., але є свідчення про вулканічну активність також в 1858, 1870, 1879, 1882 і 1894 рр.. Сьогодні за даними USGS в разі сильного виверження в небезпеці можуть опинитися близько 150 тис. людей.
На схилах льодовика Рейнір розташовані витоки багатьох річок, (басейну Пуйаллупи, Уайт-Рівер, Колумбії). До висоти 2500 м вулкан покритий хвойними лісами, вище — альпійські луки, вище 2800—3000 м — льодовики і вічні сніги. На вершинах — 40 льодовиків площею 87 км², найбільший з яких Еммонс (14 км²). Вулкан і прилегла територія охороняються, має статус національного парку Маунт-Рейнір (953,5 км²).
Гору названо на честь британського адмірала П. Реньєра.
31 травня 2014 р. при сходженні на хребет Свободи (англ. Liberty Ridge) гори Рейнір загинуло шестеро альпіністів. Це стало найгіршою альпіністською трагедією за всю історію гір штату Вашингтон.